# 装饰 (螺壳)

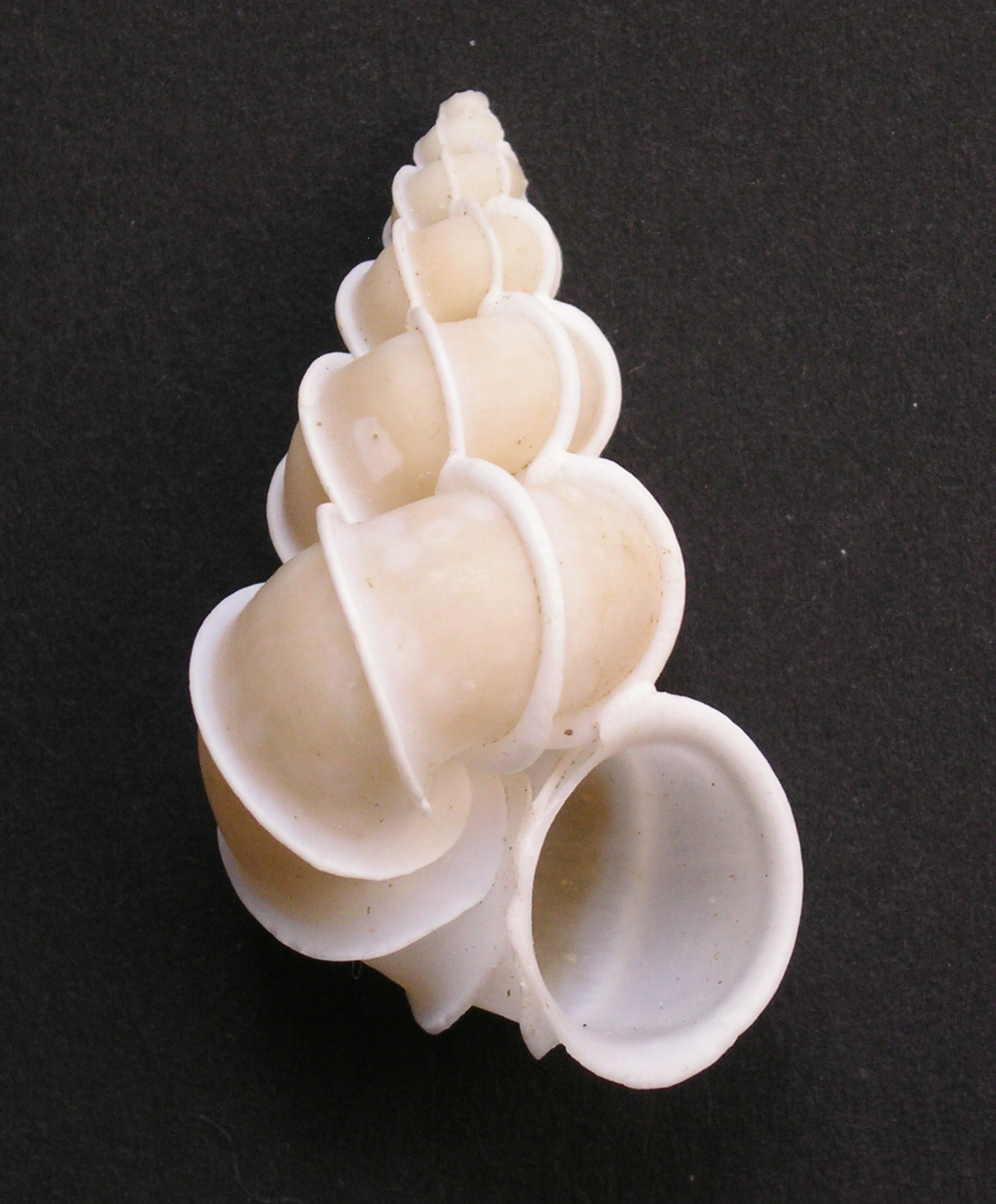
The 螺殼 of the 海螺 绮蛳螺 has a sculpture of sharp vertical ribs known as "costae"

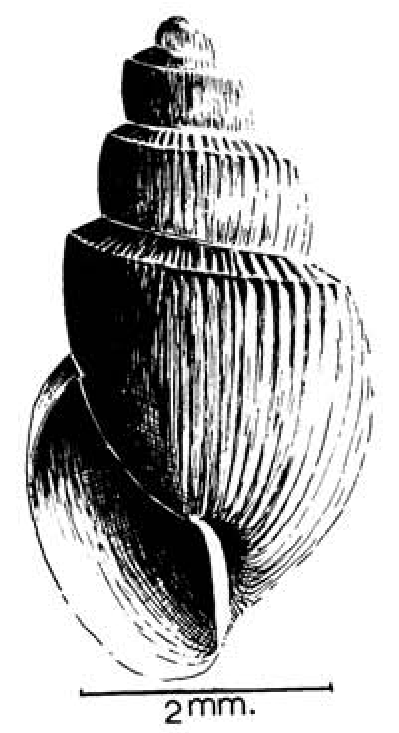
The shell of the 淡水螺 Bulinus forskalii has strong transverse ribs which form an angle at the shoulder

螺壳的装饰是软体动物的壳上多種装饰類的三維特征，包括随壳体旋转的脊线和螺纹，或者与壳口平行的皱褶和肋条。第一级螺纹是沿着螺旋方向连续的，如果第一级螺纹不在一个平面上，则它们形成的角度就是肩角。第二级螺纹则是第一级之间的纹线，通常尚未成熟的个体不会出现这一级螺纹。某些特殊的物种还会存在第三级螺纹，这些纹线出现在前两级螺纹之间。肋条是横向的突出物，它们之间的间距通常是有规律的，使得每一层的肋条能连成线。在某些特殊的物种里面，它们会在肩角形成之后集中在该肩角上形成节，其余部分都包裹在肩部至体层之间。此后的某个阶段，节可能会转变成刺。这些刺是由之前在壳边上的凹槽在废弃不用之后形成的，这种刺从壳口方向看通常是由开口的。